# Costituzione della Lettonia
La Costituzione della Lettonia (in lettone: Latvijas Republikas Satversme) è la legge fondamentale della Repubblica della Lettonia. È stata adottata, come essa stessa afferma, dal popolo della Lettonia all'interno dell'Assemblea Costituente liberamente eletta, il 15 febbraio 1922 ed è entrata in vigore il 7 novembre 1922. La costituzione della Lettonia è ancora la più vecchia costituzione dell'Europa Orientale in vigore e la sesta più vecchia costituzione repubblicana di funzionamento nel mondo.

## Etimologia
In lingua lettone, satversme è sinonimo di Costituzione (konstitūcija). Il termine fu coniato da Atis Kronvalds, uno dei leader del nazionalismo romantico lettone del XIX secolo. Questo movimento cercava di promuovere la cultura lettone dopo secoli di influenze dei tedeschi del Baltico, ed incoraggiare l'utilizzo della lingua lettone. Kronvalds e altri uomini introdussero diversi nuovi termini, da utilizzare nella comune lingua quotidiana. Derivò il termine "satversme" da -tver- ("mantenere"), combinandolo con il prefisso "sa-", che indica qualcosa di duraturo e forte; il suffisso -sm- e il genere grammaticale femminile illustrano come la Costituzione debba riuscire a convivere insieme alle altre leggi.

## Storia
La Costituzione fu scritta dall'Assemblea Costituzionale della Lettonia (Satversmes sapulce), che consisteva di 150 membri eletti a suffragio universale. La bozza iniziale fu elaborata da un comitato costituzionale (Satversmes komisija) e contava due parti; era influenzata dalle idee della Costituzione di Weimar e della Costituzione della Confederazione Svizzera. La prima parte regolava le istituzioni dello Stato, mentre la seconda poneva le basi per i diritti e i doveri dei cittadini. Il comitato presentò l'opera il 20 settembre 1921; la prima parte della Costituzione fu approvata il 15 febbraio 1922, mentre la seconda parte fu bocciata il 5 aprile 1922. Il 20 giugno dello stesso anno fu approvata una legge che ordinava l'entrata in vigore della Costituzione il 7 novembre 1922 entro mezzogiorno. Il 15 maggio 1934, ebbe luogo un colpo di Stato condotto da Kārlis Ulmanis; il conseguente governo di Ulmanis approvò una dichiarazione che assegnò le funzioni del Parlamento al Consiglio dei ministri, finché non fosse approvata una nuova costituzione, il che non avvenne mai. Durante l'occupazione nella seconda guerra mondiale fu istituito un governo sovietico, e fu eletto un Parlamento chiamato "Saeima del Popolo della Lettonia". La legalità di questo Parlamento e le sue decisioni sono oggetto di dispute – la propaganda sovietica ritenne che la costituzione fosse stata annullata con il colpo di Stato di Ulmanis, così il Saeima popolare non poté mai annullarla. I giuristi lettoni osservano comunque che la costituzione era allora in vigore, poiché la dichiarazione di Ulmanis in realtà non cancellava alcuna parte della Costituzione approvata, ma assegnava solo le funzioni del Saeima al governo; inoltre, il Saeima del Popolo fu eletto secondo la costituzione, mai riconosciuta dal popolo lettone, della RSSF Russa e non secondo quella della Lettonia, pertanto non avrebbe avuto il diritto di legiferare. Inoltre, avendo dichiarato l'accesso all'Unione Sovietica, si andò contro il primo articolo del Satversme. Dopo aver dichiarato l'unione con l'URSS, il Saeima del Popolo approvò una Costituzione della RSS Lettone sulla base della Costituzione sovietica del 1936; questa costituzione fu adottata un mese dopo, il 25 agosto 1940. Il 18 aprile 1978 il governo della repubblica socialista sovietica lituana adottò una nuova costituzione. Il 4 maggio 1990 il Consiglio Supremo della RSS Lettone dichiarò la Lettonia indipendente, ed adottò gli articoli 1, 2, 3 e 6 della costituzione del 1922. Il resto della costituzione rimase in sospeso finché non fu rivista per adattarla alla nuova realtà, pertanto la costituzione fu pienamente riportata in vigore dal quinto Saeima il 6 luglio 1993 secondo l'articolo 14 della legge "Sull'organizzazione dell'opera del Consiglio Supremo della Repubblica della Lettonia".

## Caratteri generali
La Costituzione della Lettonia è una costituzione codificata ed attualmente consiste di 116 articoli organizzati in otto capitoli:
- Capitolo 1: Generalità (articoli 1-4)
- Capitolo 2: Saeima (articoli 5-34)
- Capitolo 3: Il Presidente (articoli 35-54)
- Capitolo 4: Il governo (articoli 55-63)
- Capitolo 5: Legislazione (articoli 64-81)
- Capitolo 6: Corti (articoli 82-86)
- Capitolo 7: Ufficio statale di Revisione Contabile (articoli 87-88)
- Capitolo 8: Diritti Fondamentali dell'Uomo (articoli 89-116)

Gli articoli 1, 2, 3 e 6, che stabiliscono la base legale del sistema politico, furono i primi ad essere adottati dopo l'indipendenza del 1991. Questi articoli, insieme al 77, sono spesso citati come i più importanti dell'intera costituzione:

1. La Lettonia è una repubblica democratica indipendente.

2. Il potere sovrano dello Stato della Lettonia è rivestito dal popolo della Lettonia.

3. Il territorio dello Stato della Lettonia, all'interno dei confini stabiliti dagli accordi internazionali, consiste di Vidzeme, Latgale, Kurzeme e Zemgale.

6. Il Saeima deve essere eletto con elezioni a suffragio universale, diretto ed egalitario, con scrutinio segreto e con rappresentanza proporzionale.

77. Se il Saeima emenda il primo, il secondo, il terzo, il quarto, il sesto o il settantasettesimo articolo della Costituzione, tali emendamenti, prima dell'entrata in vigore, devono essere sottoposti a referendum nazionale.

## Emendamenti
Le direttive per gli emendamenti sono discusse negli articoli 76-79 della costituzione; le modifiche agli articoli della costituzione possono essere fatte, nella maggior parte dei casi, dal Saeima, tranne gli articoli 1, 2, 3, 4, 6, 77, che richiedono il ricorso a un referendum popolare.
Durante il periodo interbellico gli emendamenti furono rari – fu effettuato un solo emendamento e ne fu approvato un altro che però non entrò mai in vigore, a causa del colpo di Stato. A partire dal restauro dell'indipendenza del 1991, sono state apportate otto modifiche: nel 1994 fu abbassata l'età necessaria per votare da 21 a 18 anni; nel 1996 fu stabilita la Corte Costituzionale; nel 1997 vennero modificati gli articoli che regolano le elezioni e le funzioni del Saeima, del presidente e del governo. Nel 1998, dopo aver aggiunto l'ottavo capitolo (diritti fondamentali degli uomini) alla costituzione, fu garantito status di lingua ufficiale alla lingua lettone, fu modificata la regola per l'indizione di un referendum per modificare gli articoli 4 e 77 e fu totalmente cambiato l'articolo 82; oggi quest'ultimo definisce i tipi di tribunali in Lettonia. Nel 2002 sono state introdotte norme affinché i membri del Saeima debbano promettere solennemente fedeltà alla nazione per ottenere il mandato.
Lo status ufficiale di lingua nazionale al lettone è stato ulteriormente assicurato rendendola l'unica lingua utilizzata negli uffici statali e nelle strutture municipali. Nel 2003 furono approvati diversi emendamenti affinché la Lettonia potesse aderire all'Unione europea. Nel 2004 furono approvati altri diritti del presidente e dei cittadini e nel 2006 fu aggiunto un emendamento che definisce il matrimonio come unione dell'uomo e della donna. Nel 2007 è stato emendato l'articolo 40 e l'81 è stato abolito.
Il 19 giugno 2014 la premessa è stata emendata. La premessa inizialmente ha presentato del 2013 da un giudice del tribunale europeo Egils Levits per descrivere tutti i valori di base della Repubblica Lettone.